# Манавгат (река)
Река Манавгат (на турски: Manavgat), в старинните текстове наричана още Тил и Мелас, е река в Турция, която извира от източните склонове на планината Западен Тавър. На височина 1350 метра водите от няколко малко извора се събират в едно, за да поставят началото на река Манавгат. Най-големият от тези извори е наречен Думанли, в превод „мъгливо място“, заради гъстата мъгла, която се образува над извора. Освен от изворите си в Тавърската планина, река Манавгат се захранва и от подпочвените води на някои големи езера в Анадолското плато, разположени на север. Плиний Стари смятал, че реката е границата между областите Памфилия и Киликия.
Реката протича на юг, минавайки в продължение на около 90 километра през поредица от каньони. В близост до градовете Манавгат и Сиде се образува ниският, но широк водопад Манавгат, след който минава през крайбрежната равнина и се влива в Средиземно море. Последният един километър преди устието реката, тя протича успоредно на морето, като между тях се образува тясна плажна ивица. Във водосборният басейн на реката има много пещери, най-интересната от които е пещерата Алтънбешик.
Максималният дебит на река Манавгат е 500 m³/s, минималният - 36 m³/s, а средният - 147 m³/s. По течението на реката са построени два язовира. Язовир Оймапънар е построен през 1984 година на 12 километра на север от едноименния водопад с обща площ на водохранилището около 500 хектара. По-надолу по течението през 1987 година е построен язовир Манавгат с обща площ на водохранилището 900 хектара.